# Haitianisch-lucianische Beziehungen
Die Haitianisch-lucianischen Beziehungen beschreiben das bilaterale Verhältnis zwischen der Republik Haiti einerseits und St. Lucia andererseits.
Beide Länder sind Mitglieder der Vereinten Nationen, der Organisation Amerikanischer Staaten (OAS), der Karibischen Gemeinschaft (CARICOM) und der Gemeinschaft der Lateinamerikanischen und Karibischen Staaten (CELAC). St. Lucia gehört als Gründungsmitglied der Bolivarianischen Allianz für Amerika (ALBA) an, während Haiti in dieser Organisation einen Beobachterstatus hat.
Die im Jahr 1804 von Frankreich unabhängig gewordene Republik Haiti und der 1979 vom Vereinigten Königreich in die Unabhängigkeit entlassene Staat St. Lucia unterhalten seit 1979 diplomatische Beziehungen. In Port-au-Prince ist ein Honorarkonsul für St. Lucia bestellt und ansässig.
Haitianische Staatsangehörige benötigen ein Visum, um nach St. Lucia einzureisen.
Die haitianische Fluggesellschaft Sunrise Airways nennt Castries, St. Lucia, als eine Destination ihres Verbindungsnetzes.
Nach dem schweren Erdbeben in Haiti im Jahr 2010 beschloss die Regierung von St. Lucia, 500.000 Ostkaribische Dollar (rund 160.000 EUR) an Hilfsgeldern zur Verfügung zu stellen.
Anfang Juli 2012 reiste der haitianische Präsident Michel Martelly zur Teilnahme an einem Gipfeltreffen der CARICOM nach Gros Islet, St. Lucia.